# Meic Stephens
Meic Stephens (* 23. Juli 1938 in Treforest; † 2. Juli 2018 in Cardiff) war ein walisischer Journalist, Autor und Literaturwissenschaftler.

## Leben und Wirken
Meic Stephens studierte Romanistik am University College of Wales, Aberystwyth und legte dort 1961 sein Examen ab. Anschließend hielt er sich zu weiteren Studienaufenthalten an der Universität Rennes 2 in der Bretagne und an der Bangor University auf. Vor allem befasste er sich mit einem intensiven Studium der walisischen Sprache. Von 1962 bis 1966 betätigte er sich als Lehrer für die französische Sprache und arbeitete außerdem als Journalist für mehrere Zeitungen. Seine hauptsächliche berufliche Tätigkeit galt dem Welsh Arts Council und zwar auf dem Gebiet der Literaturwissenschaft. Seit 1994 unterrichtete er Journalismus und Kreatives Schreiben an der University of Glamorgan in Wales, die ihn im Jahre 2000 zum Professor ernannte. 2005 trat er in den Ruhestand. Außerdem war Stephens Gastprofessor an der Brigham Young University in Utah.
Meic Stephens beschäftigte sich intensiv mit der walisischen Literatur und wirkte auch als Schriftsteller und Dichter. 1976 veröffentlichte er ein umfangreiches Handbuch über Sprachminderheiten in Westeuropa.

## Veröffentlichungen (Auswahl)
- (Hrsg.): The Welsh language today. Gomer Press, Llandysul 1973.
- Linguistic minorites in Western Europe. Gomer Press, Llandysul 1976, ISBN 0-85088-362-8 (796 Seiten), deutsche Übersetzung u.d.T.: Minderheiten in Westeuropa. Matthiesen, Husum 1979, ISBN 3-7868-0801-5.
- (Mitautor): Georgina Ashworth (Hrsg.): World Minorities in the Eighties. Quartermaine House, Sunbury 1980, ISBN 0-905898-11-7.
- (Hrsg.): The Oxford companion to the literature of Wales. Oxford University Press, Oxford 1986, ISBN 0-19-211586-3 (682 Seiten), Neuausgabe u.d.T.: The new companion to the literature of Wales. University of Wales Press, Cardiff 1998, ISBN 978-0-70831383-1.
- (Hrsg.): A dictionary of literary quotations. Routledge, London 1990, ISBN 0-415-04129-5.
- (Hrsg.): The bright field. An anthology of contemporary poetry from Wales. Carcanet, Manchester 1991, ISBN 0-85635-907-6.
- (Hrsg.): A most peculiar people. Quotations about Wales and the Welsh. University of Wales Press, Cardiff 1992, ISBN 0-7083-1168-7.
- (Hrsg., mit Dorothy Eagle): The Oxford literary guide to Great Britain and Ireland. 2. Aufl. Oxford University Press, Oxford 1993, ISBN 0-19-283133-X.
- (Hrsg.): The Rhondda anthology. Seren Books, Bridgend, Mid Glamorgan 1993, ISBN 1-85411-089-6.
- (Übers.): For the sake of Wales. The memoirs of Gwynfor Evans. Welsh Academic Press, Caernarfon 1996, ISBN 1-86057-006-2.
- (Hrsg.): Rhys Davies. Decoding the hare. Critical essays to mark the centenary of the writer's birth. University of Wales Press, Cardiff 2001, ISBN 0-7083-1694-8.
- Necrologies. A book of Welsh obituaries. Seren, Bridgends 2008, ISBN 978-1-85411-476-1.
- My shoulder to the wheel. An autobiography. Y Lolfa, Talybont 2015, ISBN 978-1-78461-074-6.
- (Hrsg., mit Gwynn Griffiths): The old red tongue. An anthology of Welsh literature. Francis Boutle, London 2017, ISBN 978-0-995747-31-9.